# Germaringen

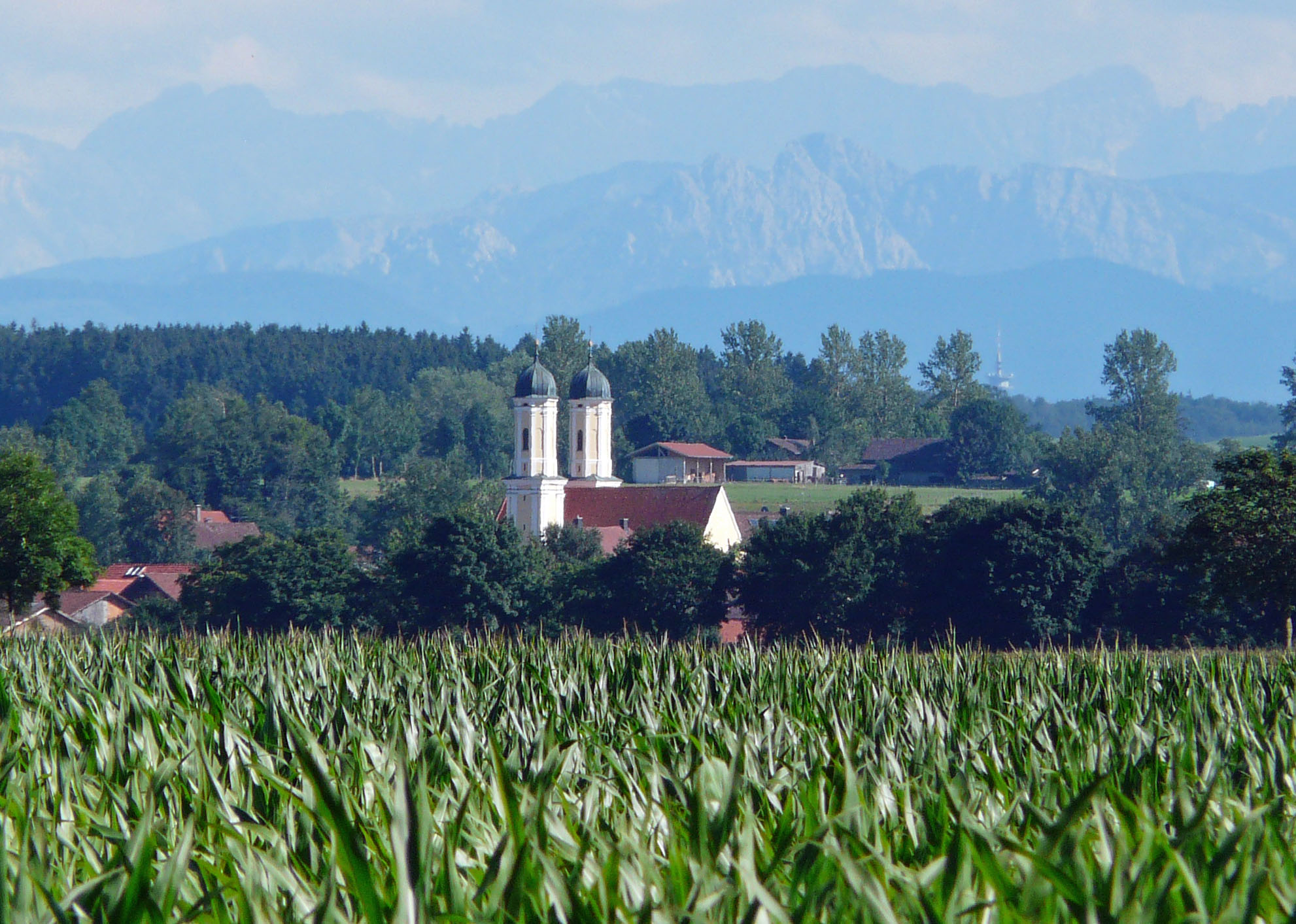
Germaringen vor den Alpen

Germaringen ist eine Gemeinde im schwäbischen Landkreis Ostallgäu. Die Gemeindeverwaltung hat ihren Sitz in Obergermaringen.

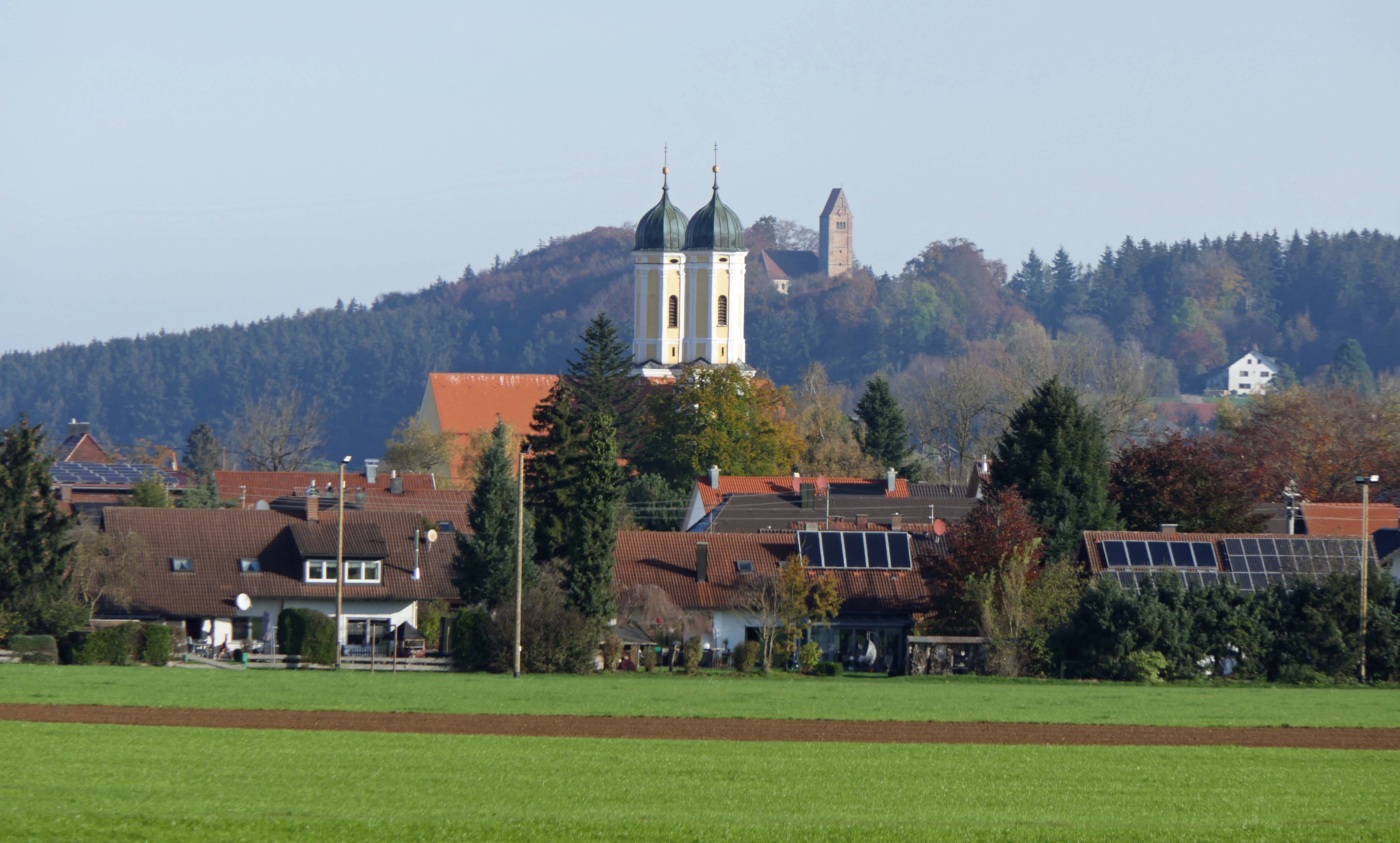
Obergermaringen von Süden mit Georgiberg

## Geografie
Die Gemeinde liegt am Rand des Allgäus im Landkreis Ostallgäu.
Es gibt die Gemarkungen Ketterschwang, Obergermaringen, Untergermaringen und Schwäbishofen.
Die Gemeinde hat 5 Gemeindeteile (in Klammern ist der Siedlungstyp angegeben und der Einwohnerstand vom 31. März 2015):
- Georgenberg (Einöde)
- Ketterschwang (Pfarrdorf, 404 E.)
- Obergermaringen (Pfarrdorf, 2590 E.)
- Riederloh (Siedlung, kein amtlich benannter Gemeindeteil, 57 E.)
- Schwäbishofen (Weiler, 19 E.)
- Untergermaringen (Pfarrdorf, 786 E.)

Zwischen Untergermaringen und Ketterschwang erinnert ein Kreuz (neben einem Brunnen) an den um 1400 abgegangenen Ort Hunoldshofen.
Nach Kaufbeuren sind es 7 km, nach Bad Wörishofen 15 km, der nächstgelegene Autobahnanschluss zur A 96 Lindau – München bei Buchloe ist 14 km und die Stadt Buchloe selbst ist 18 km entfernt. Der nächstgelegene Bahnhof befindet sich in Kaufbeuren mit Anschlüssen nach München, Lindau und Oberstdorf.

## Geschichte

### Bis zur Gemeindegründung
Obergermaringen entstand nach der alemannischen Landnahme als Ausbau des älteren „unteren Germaringen“. Obergermaringen wird erstmals 1295 erwähnt. Germaringen gehörte zur Freien Reichsstadt Kaufbeuren. Zu Germaringen gehörten die Gemeindeteile Ober- und Untergermaringen sowie das Riederloh. Ketterschwang kam im Jahr 1803 durch die Säkularisation der Reichsabtei Irsee (der der gesamte Ort bis auf den Weiler Schwäbishof gehörte) an Bayern. Im Zuge der Verwaltungsreformen in Bayern entstanden mit dem Gemeindeedikt von 1818 die Gemeinden.
Untergermaringen gehört zu den ältesten Orten im Landkreis Ostallgäu. Er wurde um 500 von der alemannischen Sippe eines Germar gegründet. Die erste Erwähnung geht auf das Jahr 1183 zurück.

### Eingemeindungen
Im Rahmen der Gebietsreform in Bayern wurden die Gemeinden Obergermaringen und Untergermaringen am 1. Juli 1972 zur neuen Gemeinde Germaringen zusammengeschlossen. Ketterschwang kam am 1. Mai 1978 hinzu.

### Einwohnerentwicklung
Von 1988 bis 2008 wuchs die Gemeinde um 916 Einwohner bzw. ca. 32 %. Zwischen 1988 und 2018 wuchs die Gemeinde von 2900 auf 3865 um 965 Einwohner bzw. um 33,3 %.
Auf dem Gebiet der Gemeinde wurden gezählt:
| Jahr | Einwohner |
| ---- | --------- |
| 1840 | 875       |
| 1895 | 1168      |
| 1910 | 1235      |
| 1933 | 1275      |
| 1946 | 1966      |
| 1961 | 2042      |
| 1970 | 2388      |
| 1980 | 2515      |
| 1990 | 2978      |
| 1995 | 3329      |

| Jahr | Einwohner |
| ---- | --------- |
| 2000 | 3668      |
| 2005 | 3818      |
| 2006 | 3777      |
| 2007 | 3800      |
| 2008 | 3816      |
| 2009 | 3767      |
| 2010 | 3759      |
| 2011 | 3739      |
| 2012 | 3772      |
| 2013 | 3777      |

| Jahr | Einwohner |
| ---- | --------- |
| 2014 | 3818      |
| 2015 | 3801      |
| 2016 | 3805      |
| 2018 | 3921      |
| 2019 | 3908      |

vor 1961 ohne Schwäbishofen und Riederloh; Quelle: Gemeinde Germaringen

## Politik

### Gemeinderat
Der Gemeinderat hat 16 Mitglieder. Die Gemeinderatswahlen seit 2014 ergaben folgende Stimmanteile bzw. Sitzverteilungen:
| Partei/Liste                              | 2020  | 2020  | 2014  |
| Partei/Liste                              | %     | Sitze | Sitze |
| ----------------------------------------- | ----- | ----- | ----- |
| Bürgerblock Obergermaringen               | 33,46 | 5     | 9     |
| Freie Wählergemeinschaft Untergermaringen | 21,98 | 4     | 5     |
| Freie Wählergemeinschaft Ketterschwang    | 12,11 | 2     | 2     |
| Wir für Germaringen                       | 32,46 | 5     | –     |
| Gesamt                                    | 100   | 16    | 16    |

### Bürgermeister
Erster Bürgermeister ist seit 1. Juli 2016 Helmut Bucher (Freie Wählergemeinschaft Untergermaringen). Sein Vorgänger war Kaspar Rager (Freie Wählergemeinschaft Untergermaringen).

### Steuereinnahmen
Die Gemeindesteuereinnahmen betrugen im Jahr 2014 1.547.000 €, davon betrugen die Gewerbesteuereinnahmen (netto) umgerechnet 1.151.000 €. Der Schuldenstand lag am 31. Dezember 2014 bei 1.023,- Euro. Seit Februar 2014 ist die Gemeinde schuldenfrei. Noch im Jahr 2011 lag die Pro-Kopf Verschuldung bei nur 35 Euro/Einwohner.

### Wappen
| Wappen von Germaringen | Blasonierung: „In Rot eine silberne Kirche mit goldenem Dach in Choransicht, zwischen deren zwei goldgedeckten Kuppeltürmen ein sechsstrahliger goldener Stern schwebt.“ |
| Wappen von Germaringen | Wappenbegründung: Die Gemeinde Germaringen besteht seit 1978 aus den ehemals selbstständigen Gemeinden Obergermaringen, Untergermaringen und Ketterschwang mit Schwäbishofen. Die Gemeinde führt das in diesem Zusammenhang untergegangene Wappen von Obergermaringen aus dem Jahr 1954 formlos weiter. Die Kirche stellt die St.-Wendlins-Kirche in Obergermaringen dar, das Wahrzeichen der Gemeinde. Sie wurde mit den Mitteln von Pilgern 1697 an der Stelle einer Kapelle erbaut, die 1580 noch belegt ist; die beiden Türme kamen 1726 hinzu. Ursprünglich stand die Kirche auf freiem Feld, westlich vor dem Ort. Zu dieser Wallfahrtsstätte pilgerten jedes Jahr 33 Gemeinden aus der Umgebung. Bis 1935 war der Wendelingstag ein Festtag, an dem alle fünf Jahre ein Umritt stattfand. Der sechsstrahlige goldene Stern ist dem Wappen der Reichsstadt Kaufbeuren entnommen, die in Obergermaringen und Untergermaringen die hohe und niedere Gerichtsbarkeit bis zum Ende des Alten Reichs 1803 innehatte. Die Farben Rot und Silber sind die Farben des Hochstifts Augsburg, das als weiterer wichtiger Herrschaftsinhaber im Gemeindegebiet belegt ist. Dieses Wappen wird seit 1954 geführt. |

### Partnerschaften
Germaringen hat mit der französischen Ortschaft La Verrie (heutige Gemeinde Chanverrie) im Département Vendée 1992 bzw. 1994 einen Partnerschaftsvertrag geschlossen. Doch schon seit 1976 finden regelmäßige Besuche im 4-Jahres-Rhythmus der Gemeinden statt. Im Jahre 2000 wurde das Partnerschaftsdenkmal in Germaringen offiziell eingeweiht. 2001 wurde die 25-jährige Freundschaft gefeiert.
Beim Besuch im Jahr 2008 wurde am Gemeindeamt die Skulptur der Partnerschaft (Titel: Freundschaft überwindet Grenzen) feierlich eingeweiht. Die Skulptur besteht aus zwei geschwungenen Stelen, welche für die gemeinsame Geschichte der beiden Länder Deutschland und Frankreich stehen. Die französische Säule ist blau und die deutsche golden, beides Farben der Landesflaggen. Beide Staaten schufen durch ihre Aussöhnung das Fundament für die europäische Einigung und haben jeweils drei entscheidende Begriffe als Wahlspruch formuliert, die immer Gültigkeit haben werden. Für Frankreich steht: Freiheit, Gleichheit, Brüderlichkeit. In Deutschland heißt es: Einigkeit, Recht, Freiheit. Diese fundamentalen Worte stehen als Grundlage des Miteinander auf der dreiseitigen Granitplatte, welche die Skulptur der Partnerschaft trägt.

## Kultur und Sehenswürdigkeiten
Das Landschafts- und Ortsbild ist wesentlich von den Kirchen mitgeprägt. Nennenswert sind der romanische Bau der Pfarrkirche St. Georg auf dem Georgiberg in Untergermaringen, die barocke Wallfahrtskirche St. Wendelin in Obergermaringen, sowie die Rokoko-Kirche St. Jakobus in Ketterschwang.

### St. Georg
Zur St.-Georgs-Kirche pilgerten früher Gläubige am Georgifest (23. April) aus der näheren und weiteren Umgebung. Der Fußweg auf den Berg ist gesäumt von alten Linden und fünf barocken gemauerten Wegstationen aus den Jahren um 1700.
Der geostete Tuffquaderbau stammt aus der Romanik um 1180. Der Satteldachturm in Ziegelmauerwerk wurde erst im 15. Jahrhundert errichtet. Der Bau wurde von 1966 bis 1970 umfassend renoviert und weitgehend in den ursprünglichen romanischen Baustil zurückgeführt; dabei auch barocke Anbauten abgebrochen. Im Inneren konnte ein romanisches Apsisfresko und Fragmente späterer Ausmalungen (neutestamentliche Szenen, Georgslegende und überlebensgroßer St. Christophorus) freigelegt werden.
In der Apsis ist Christus als Pantokrator in einer Mandorla dargestellt, umgeben von den Symbolen der vier Evangelisten thronend über dem himmlischen Jerusalem. Begleitet wird Christus beidseits von je einem Engel und einem Heiligen. Unterhalb der Mandorla sind nach Mt. 25, 1–13 als Halbfiguren die 5 klugen und 5 törichten Jungfrauen dargestellt. Unterhalb der Jungfrauen sind zwölf Männer dargestellt, eine Deutung als die zwölf Aposteln liegt somit nahe. Allerdings ungewöhnlich ist das Fehlen der üblichen Attribute der Aposteln wie z. B. Schlüssel oder Andreaskreuz. Einheitlich hält jeder der Dargestellten ein Buch in den Händen. Bei sonst gutem Erhaltungszustand sind leider die unteren Bereiche nicht erhalten. Die Bedeutung der Apsisausmalung von St. Georg beruht auf ihrer Qualität mit reichlicher Verwendung des kostbaren Lapislazuli-Blaus und ihrer Einzigartigkeit in Bayerisch-Schwaben.

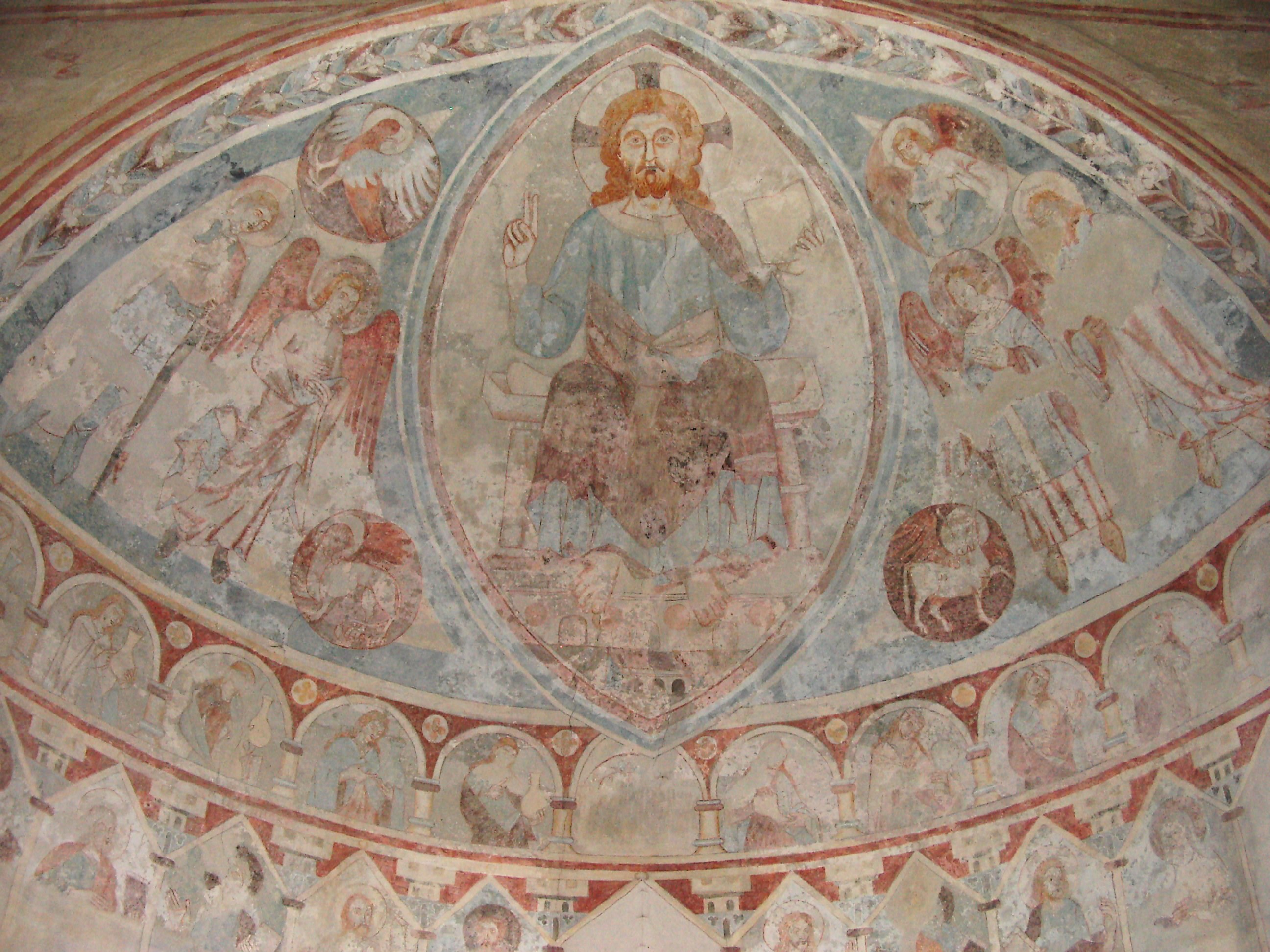
Romanische Apsisausmalung in St. Georg, Untergermaringen

An der Südseite des Langhauses ist die Kopie des romanischen Kruzifixus, das Original (jetzt im Bayerischen Nationalmuseum) war ursprünglich inmitten des Chorbogens angebracht.
Von einer Erneuerung gegen Ende des 17. Jahrhunderts haben sich die barocke Kassettendecke im Langhaus (datiert 1690) und Statuen und Gemälde erhalten.

### St. Wendelin
St. Wendelin in Obergermaringen wird bereits im 16. Jahrhundert als Wallfahrtskirche zum hl. Wendelin schriftlich erwähnt. An Stelle der ursprünglichen Kapelle wurde 1697 mit dem Bau einer Barockkirche begonnen. Der Bauplan stammt wahrscheinlich von dem Wessobrunner Baumeister und Stuckateur Johann Schmuzer. 1727 wurde der Bau mit zwei Kuppeltürmen fertiggestellt.
Im Inneren der Kirche sind eine Fülle von Wand- und Deckengemälden sowie reichhaltige Stuckaturen von Wessobrunner Meistern erhalten. An den Wänden sind zahlreiche Fresken mit Darstellungen aus dem Leben und der Legende des hl. Wendelin. Die Gewölbefelder schmücken Gemälde mit Darstellungen aus dem Alten und Neuen Testament, umrahmt von üppigen Stuckornamenten.
In der Kirche bewahrt wird eine Reliquie des hl. Wendelin, gefasst in eine prächtige Reliquienmonstranz. Noch heute kommen Pilger zu Wallfahrten. Der traditionelle Wendelinsritt wurde wieder ins Leben gerufen und findet alle drei Jahre statt. Der erste große nachweisbare Umritt mit Pferden und Gespannen fand am 12. Juni 1924 zum 1300. Todestag des Viehpatrons statt. Jedes Jahr zum Wendelinsfest im Oktober (Dienstag nach Kirchweih) finden auch Viehsegnungen statt. Der heilige Wendelin wird nach wie vor von der Obergermaringer Kirchengemeinde sehr verehrt. Dazu finden Wallfahrten und Hirtenfeste statt. Immer am Ostermontag findet zu Ehren des heiligen Wendelin ein Festgottesdienst mit Reliquienverehrung statt.
In den Jahren 2016–2017 fanden umfassende Renovierungsarbeiten statt. Dachstuhl und Dachbalken erhielten neue Hölzer, die zwei Türme mussten zusammengespannt werden und der Westgiebel musste stabilisiert werden. Auch die Auflage der Empore wurde verstärkt. Zudem wurde im Innenraum die komplette Raumschale gereinigt, die Stuckarbeiten restauriert und die Altarbilder und Votivtafeln aufgefrischt. Im Außenbereich wurden am Sockel noch Ausbesserungsarbeiten durchgeführt.
Am 22. Juli 2017 nach über einem Jahr Renovierungszeit zelebrierte Weihbischof Florian Wörner zusammen mit den örtlichen Geistlichen und der Kirchengemeinde einen Festgottesdienst.

### St. Jakob der Ältere
Die Kirche St. Jakobus maj. im Gemeindeteil Ketterschwang ist ein Rokoko-Saalbau mit Satteldach, besitzt einen Nordturm mit Zwiebelhaube (erbaut 1716) sowie zentralisierenden Kapellenanbauten und Wandgliederungen. 1757/58 erfolgte der Neubau der Kirche unter der Leitung von Pfarrer Johann Joseph Greill, der Planentwurf ist eventuell von Nikolaus Schütz (ehemals Palier bei Dominikus Zimmermann). Die Fresken schuf 1758 Johann Baptist Enderle, unter anderem mit Szenen aus dem Leben des Kirchenpatrons St. Jakobus. Das Deckenfresko im Langhaus zeigt die Erscheinung des Jakobus in der Schlacht von Clavijo 844, bei der er einer Legende zufolge König Ramiro I. von Asturien zum Sieg gegen die Mauren verhalf.
2016 bis 2018 wurde die Kirche mit einem Kostenaufwand von 1,1 Millionen Euro renoviert. Unter anderem wurde die statische Sicherheit der Kirche (Dachstuhl, Decke des Hauptraumes) wiederhergestellt sowie die Fresken gereinigt und ausgebessert. In früheren Epochen teilweise übermalte Bildstellen wurden freigelegt und im ursprünglichen Stil wiederhergestellt.

## Wirtschaft und Infrastruktur

### Wirtschaft
Es gab 1998 im Bereich der Land- und Forstwirtschaft 25, im Produzierenden Gewerbe 387 und im Bereich Handel und Verkehr 128 sozialversicherungspflichtig Beschäftigte am Arbeitsort. In sonstigen Wirtschaftsbereichen waren am Arbeitsort 115 Personen sozialversicherungspflichtig beschäftigt. Sozialversicherungspflichtig Beschäftigte am Wohnort gab es insgesamt 1139. Im verarbeitenden Gewerbe (sowie Bergbau und Gewinnung von Steinen und Erden) gab es keine, im Bauhauptgewerbe sechs Betriebe. Zudem bestanden im Jahr 1999 69 landwirtschaftliche Betriebe mit einer landwirtschaftlich genutzten Fläche von 1993 ha. Davon waren 625 ha Ackerfläche und 1.367 ha Dauergrünfläche.
Bedeutende ansässige Unternehmen:
- Otto Nocker GmbH, Fleisch- und Wurstwaren (Ende 2020 geschlossen)
- GRUMA Nutzfahrzeuge GmbH, Landmaschinentechnik
- Internationale Spedition Karl-Heinz Dietrich GmbH&Co. KG, Fracht- und Transportwesen

### Verkehr
Der Gemeindeteil Obergermaringen ist direkt an die Bundesstraße 12 angebunden.

### Bildung
Es gibt folgende Einrichtungen (Stand: 2012):
- zwei Kindergärten: St. Michael in Obergermaringen mit einer Ganztags- und drei Halbtagsgruppen, sowie einer Krippe und St. Georg in Untergermaringen mit einer Ganztagsgruppe
- eine Grund- und Mittelschule mit M-Zweig (Möglichkeit der Mittleren Reife)

### Vereine
Neben dem Sportverein SVO Germaringen e. V. ca. 40 weitere Vereine und Gruppen.

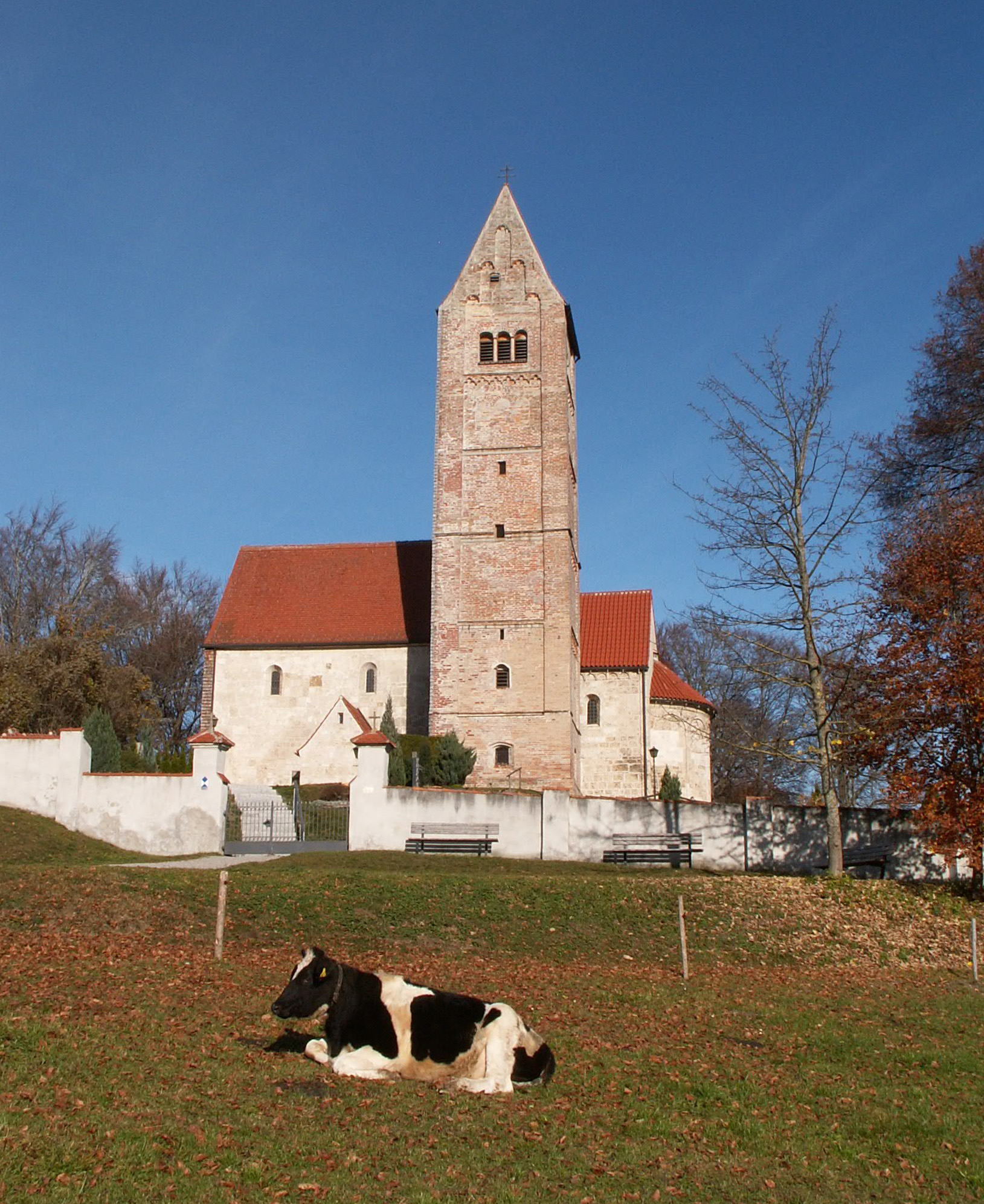
Georgiberg bei Untergermaringen
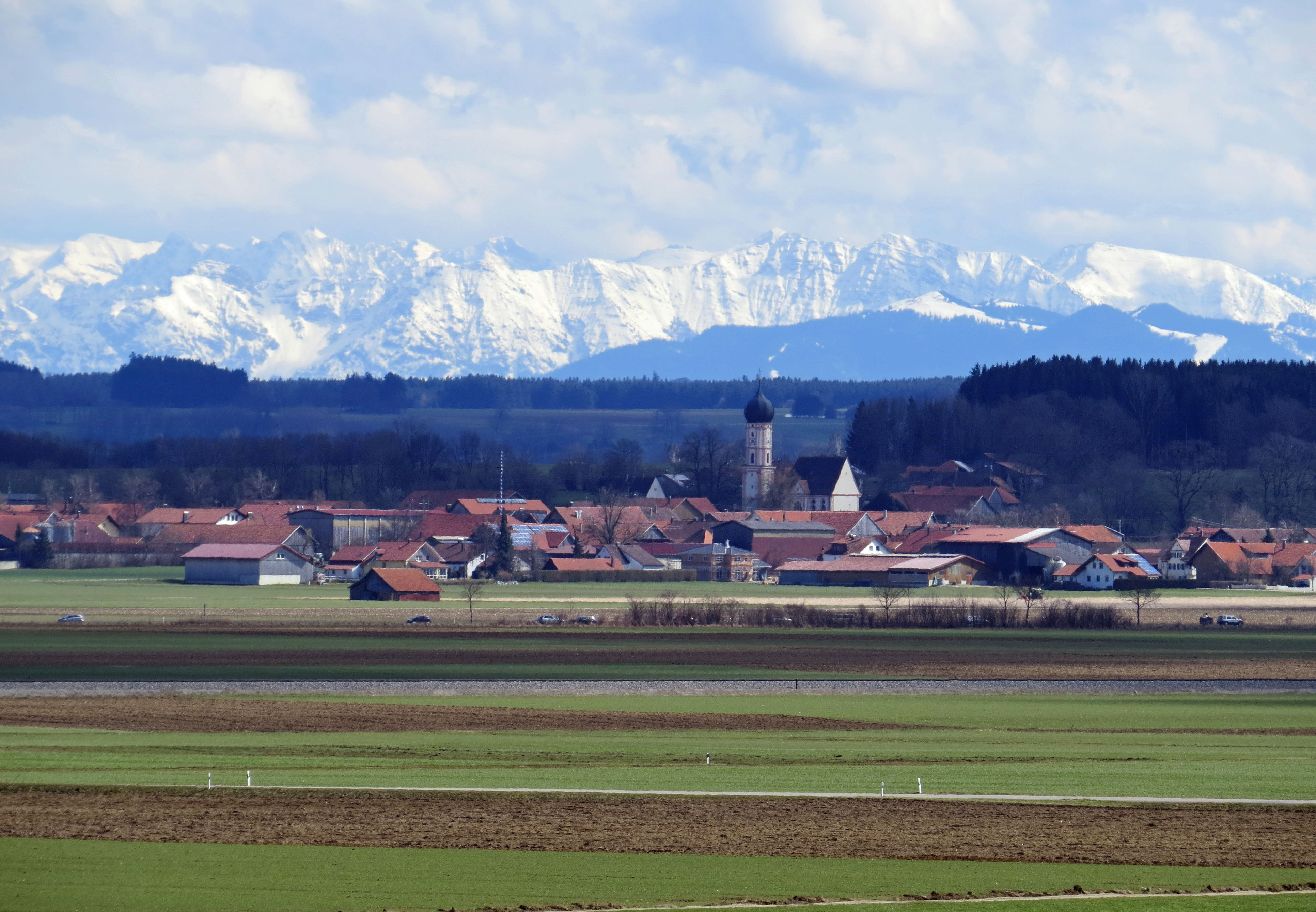
Ketterschwang
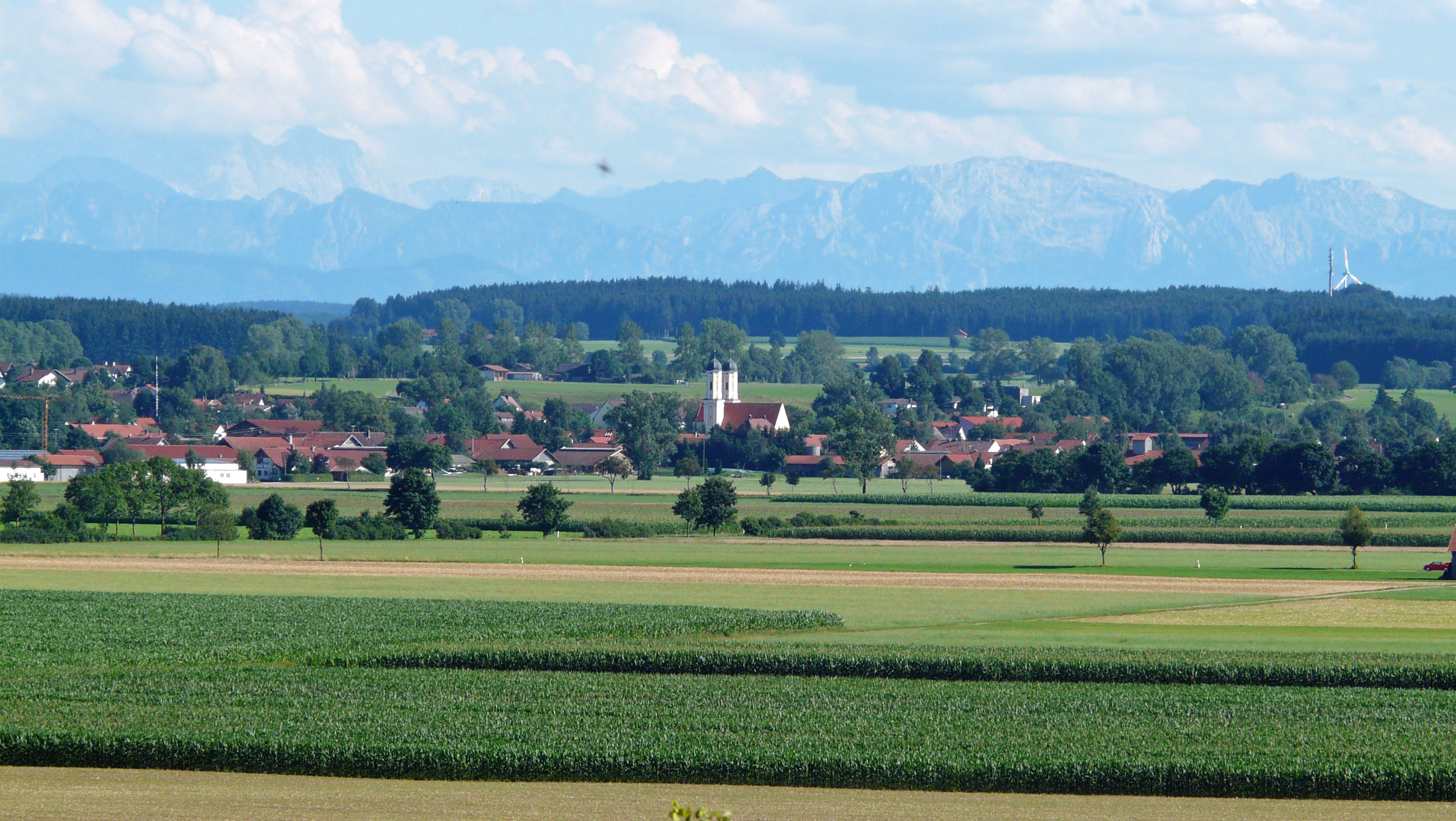
Obergermaringen von Nordwesten
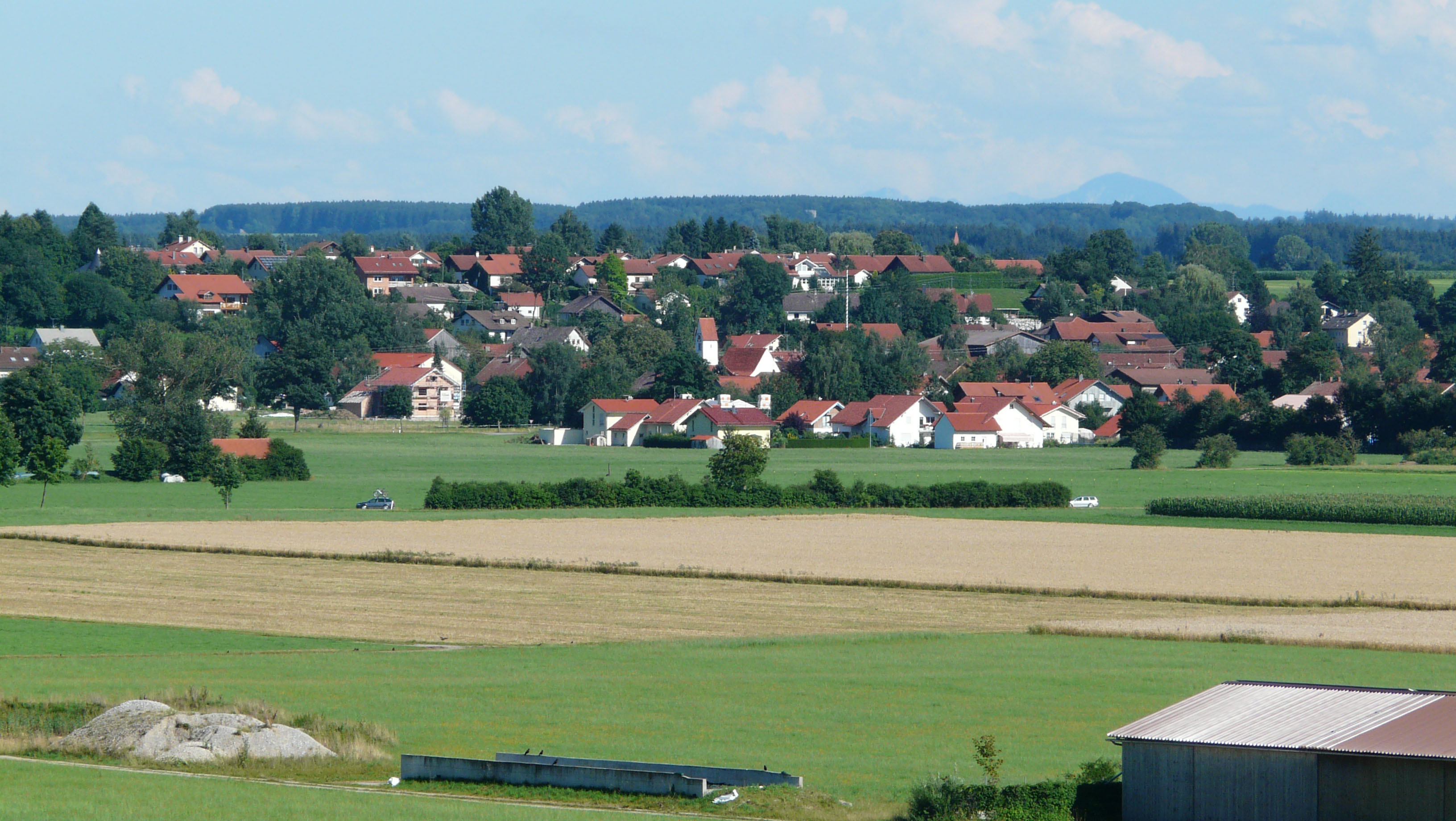
Untergermaringen
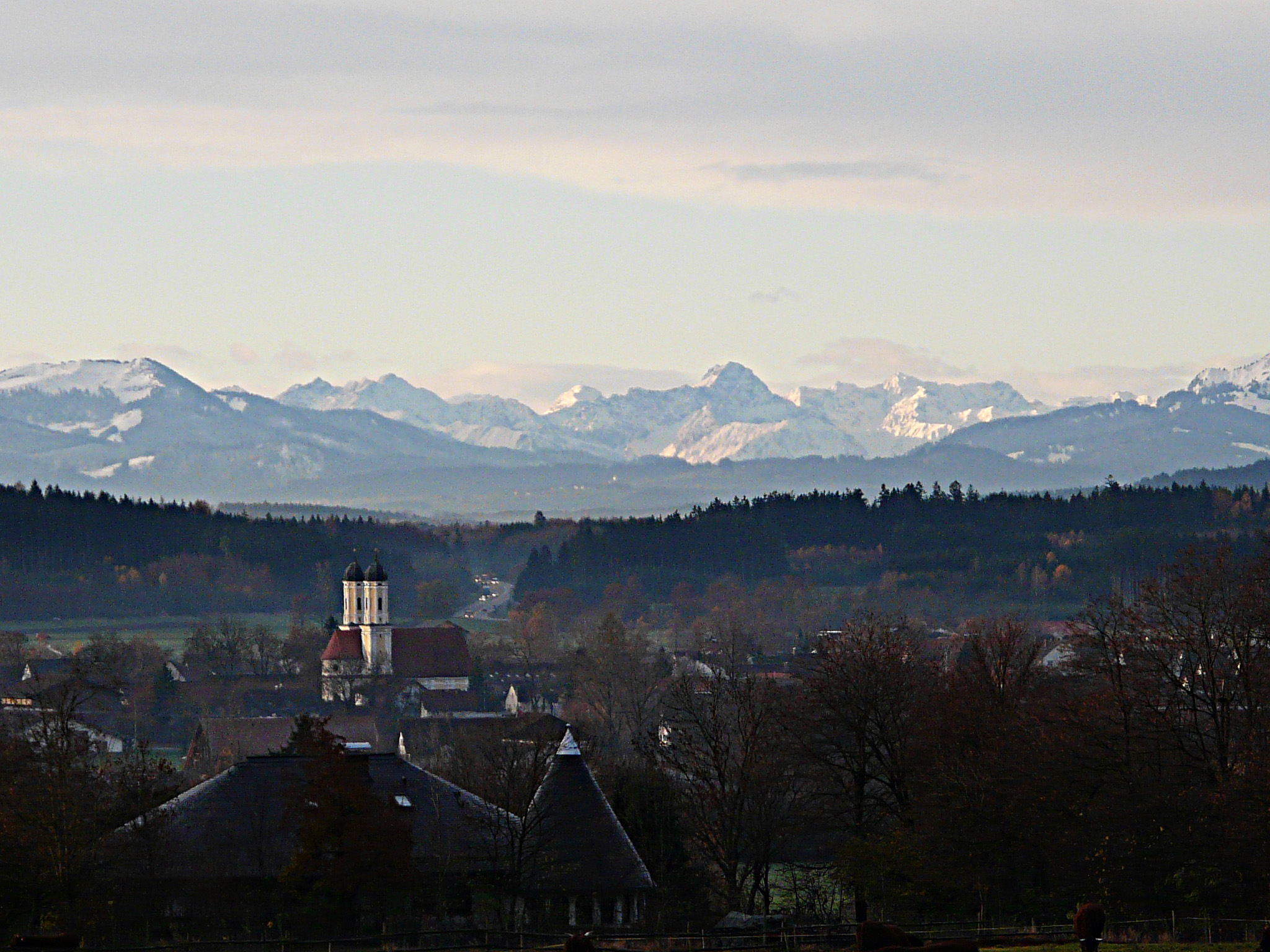
Germaringen mit den Allgäuer Alpen

## Persönlichkeiten
- Der in Obergermaringen geborene Rupert Egenberger (1877–1959) war ein bekannter Sonder-/Heilpädagoge.
- Der Schriftsteller Peter Dörfler (1878–1955) wurde in einem Bauernhof in Untergermaringen geboren.
- In Untergermaringen lebte der Musiker Ernst Mosch (1925–1999), Leiter der Egerländer Musikanten. Mosch betrieb einen Musikverlag mit einem extravaganten Verlagsgebäude an der Hauptstraße in Obergermaringen. Sein gegründeter Musikverlag besteht noch heute.
- Der Landwirtschaftsmeister Erwin Seitz (1928–2003) war Politiker (CSU) und Abgeordneter im Bayerischen Landtag. Er wurde in Obergermaringen geboren.
- Der in Germaringen geborene Karambolagespieler Wolfgang Zenkner (* 1954) errang 2009 den Weltmeistertitel im Einband.
- Der Paralympics-Sieger von 2010 in Vancouver im 12,5 km Biathlon Willi Brem (* 1977) besuchte die Grundschule Ketterschwang.